# Animales racionales
Animales racionales va ser una sèrie de televisió, emesa en la temporada 1972-1973 per la cadena Televisió espanyola. Comptava amb guions d'Álvaro de Laiglesia i va estar realitzada per Gabriel Ibáñez.

## Argument
En cada episodi es narrava una història amb principi i final i sense relació argumental amb la resta d'episodis. L'únic fil conductor de la sèrie descansava sobre l'exposició, sempre en to còmic, de situacions pintoresques que posaven al límit la temprança dels personatges, que havien de posar la seva racionalitat per a superar els avatars. Un altre element comú a més dels guions de Laiglesia van ser les interpretacions dels Manolo Gómez Bur i Antonio Casal, que s'alternaven setmanalment en el personatge protagonista.

## Llista d'episodis (parcial)
- Más malignos todavía. (11 de desembre de 1972).
  - Manolo Gómez Bur.
  - Antonio Casal.
  - Mary Paz Ballesteros.
  - Luisa Sala.
  - Pastor Serrador.
- El ángel de las tinieblas (18 de desembre de 1972).[2]
  - Antonio Casal.
  - Florinda Chico.
  - María Luisa San José.
  - Joaquín Roa.
- El muro de Bernardín (25 de desembre de 1972).[3]
  - Manolo Gómez Bur.
  - María Luisa Ponte.
  - José María Guillén.
- Un amor muy cerebral (31 de desembre de 1972).[4]
  - Manolo Gómez Bur.
  - Antonio Casal.
  - Conchita Núñez.
  - Pedro Osinaga.
- Nuestros amigos irracionales (8 de gener de 1973).[5]
  - Antonio Casal.
  - Laly Soldevila.
  - Clara Suñer.
  - José Enrique Camacho.
  - Venancio Muro.
  - Luis Varela.
- La mediogamía (15 de gener de 1973).
  - Antonio Casal.
  - Manuel Alexandre.
  - Conchita Núñez.
- Drama dividido en tres túneles (13 de juny de 1973).[6]
  - Antonio Casal.
  - Manuel Torremocha.
  - Fernando Noguera.
  - José Franco.
  - Doris Coll.
- Viaje al pasado (1 d'agost de 1973)
  - Antonio Casal.
  - Lola Cardona.
  - Antonio Tardío.
  - Félix Britos.
  - Lola Cardona.
- Pequeños granujas (5 de setembre de 1973)[7]
  - Antonio Casal.
  - María Isbert.
  - María Luisa San José.
  - Alfonso del Real.
  - Fernando Sánchez Polack.
  - Venancio Muro.
  - José E. Camacho.
- Otra vez Tarzán (10 d'octubre de 1973)[8]
  - Manolo Gómez Bur.
  - Clara Benayas.
  - María Luisa San José.
  - José Orjas.
  - Lorenzo Ramírez.
- Guardias y ladrones (17 d'octubre de 1973)
  - Manolo Gómez Bur.
  - Álvaro de Luna.
  - Aurora Redondo.
  - Joaquín Roa.